# 閔奎鎬
閔 奎鎬（ミン・ギュホ、朝: 민규호、1836年8月20日 - 1878年10月15日）は、李氏朝鮮の政治家。本貫は驪興閔氏。字は景園、号は黄史、諡号は忠獻公。

## 人物
閔致五の次男で閔台鎬の実弟。1859年に科挙の文科に及第し、1869年従二品に昇進、吏曹参判や都承旨などを歴任し、1874年正二品に昇進した。また養子縁組に関する王命について兄を説得し、高宗の信任を得ると、議政府右賛成、吏曹判書、議政府有司堂上、御営大将、武衛都統使などの重職を歴任し、1876年に正一品に昇進した。1878年に右議政に任命されたが、ほどなくして病死した。